# Domu: A Child's Dream
Domu: A Child's Dream is een manga geschreven en getekend door Katsuhiro Otomo, die uitkwam voor hij internationaal bekend werd met Akira. Het kwam van 1980 tot en met 1982 uit als vervolgverhaal, waarna het vanaf 1983 als één complete bundeling verscheen. Otomo ontving dat jaar de Japan Science Fiction Grand Prix voor zijn verhaal.

## Verhaal
Wanneer Mr. Ueno zelfmoord pleegt door van het dak van het Tsutsumi Public Housing Complex te springen, is dat het 32e soortgelijke voorval waarmee de politie zich totaal geen raad weet. Het raadsel wordt er voor inspecteurs Yamagawa en Tamura niet duidelijker op als blijkt dat Ueno gesprongen is vanaf een plek waar hij onmogelijk kon komen. Wat de lezer dan al weet, is dat Chojiro Uchida - ofwel Old Man Cho - de kwade genius is. De oude man doet niets anders dan de hele dag suffen en dutten op een bankje voor het appartementencomplex en niemand weet wat er in hem omgaat. Met zijn telepathische en telekinetische vermogens drijft hij niettemin slachtoffer na slachtoffer tot waanzin, terwijl hij uiterlijk amper een spier vertrekt. Het enige wat van zijn gezicht en geestelijke manifestaties af te lezen is, is een kinderlijk plezier tijdens het spelen van zijn spelletjes. Na de dood van zijn slachtoffers pikt Cho van elk van hen iets van hun bezittingen als souvenir.
Wanneer een klein meisje genaamd Etsuko in het gebouw komt wonen, worden Cho's spelletjes ruw verstoord. Dat merkt hij voor het eerst wanneer hij een baby uit een raam laat vallen. Deze valt niet te pletter, omdat Etsuko het kind met háár telekinetische vermogens vlak boven de grond opvangt. Ze waarschuwt de oude man dat hij op moet houden met zijn spelletjes. Wanneer deze zich daar niets van aantrekt, komt het tot een confrontatie.

## Hoofdthema
Het belangrijkste thema dat Domu doorkruist, is de kindergeest. Waar het kleine meisje Etsuko erg volwassen is voor haar leeftijd, is haar grote tegenstander Cho door een zware dementie niet meer dan een groot kind. Een ander belangrijk personage, Yoshio 'Yo-Yo' Fujiyama, is een beresterke reusachtige verschijning wiens geestelijke capaciteiten nooit de kindertijd voorbij gegroeid zijn.